# Le Fou (Zachary Richard)
Le Fou è un album di Zachary Richard, pubblicato dalla CD Baby Records nel 2012.

## Tracce
1. Laisee le vent souffier – 4:28
2. Sweet Sweet – 2:39
3. Le Fou – 4:20
4. Clif's Zydeco – 4:09
5. La chanson des migrateurs – 3:32
6. Lolly Lo – 3:14
7. La musique des anges – 3:38
8. La Ballade de Jean Saint Malo – 4:23
9. Crevasse crevasse – 3:28
10. Bee de la manche – 2:30
11. C'est si bon – 3:11
12. Original ou caribou – 4:09
13. Les ailes des hirondelles – 4:29

## Musicisti
- Zachary Richard  - voce, accordion, armonica
- Sonny Landreth  - chitarra
- Shane Theriot - chitarra
- Eric Sauviat  - chitarre, dobro, mandolino
- Felix LeBlanc  - violino
- Ray Légére - violino
- Nicholas Fiszman  - basso
- Justin Allard  - batteria
- Elage Diouf - percussioni
- Yolanda Robinson  - accompagnamento vocale, coro
- Erica Falls  - accompagnamento vocale, coro
- Anna Laura Edmiston  - accompagnamento vocale, coro